# Katholische Kirche Ramsen

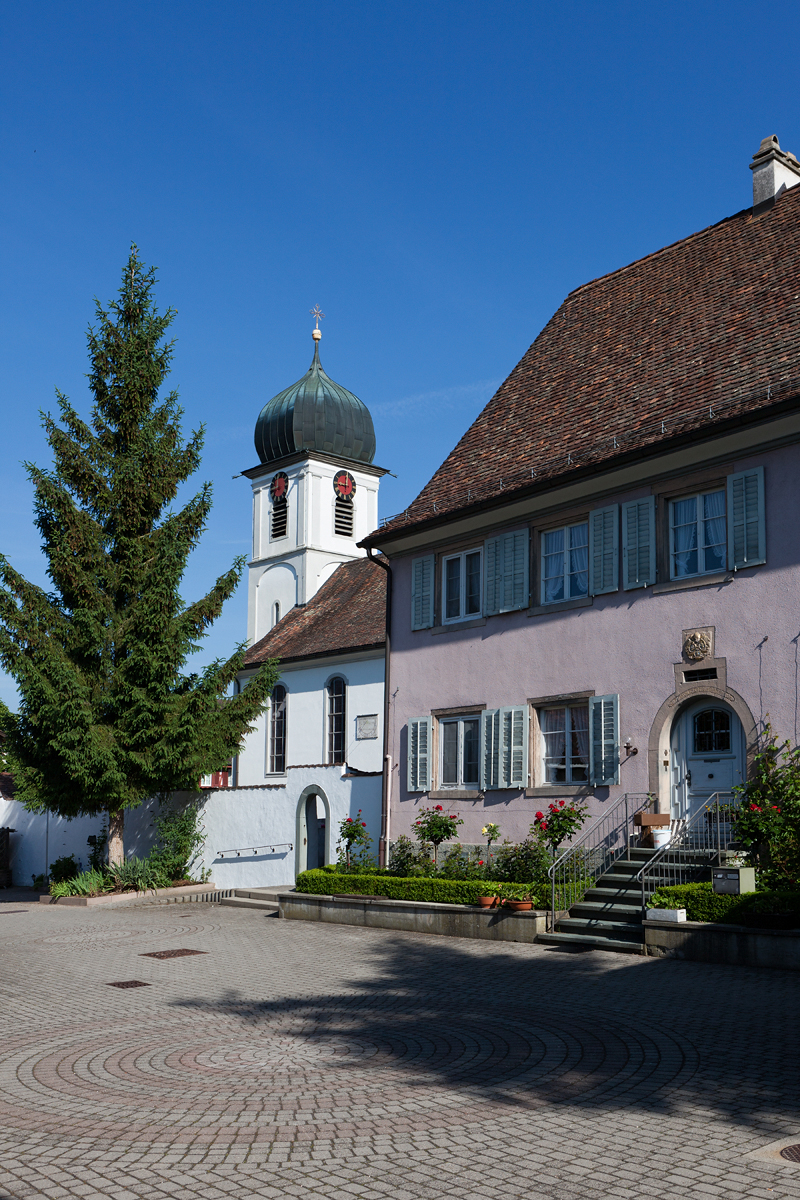
Kirche und Pfarrhaus

Die katholische Pfarrkirche St. Peter und Paul in Ramsen SH gehört der römisch-katholischen Pfarrei Ramsen. Sie war bis 1985 die einzige offiziell anerkannte katholische Pfarrkirche im reformierten Kanton Schaffhausen. Das Kirchengebäude steht als B-Objekt (mittlere der drei Schutzstufen) unter kantonalem Denkmalschutz.

## Geschichte der Pfarrei
Die bekannte Geschichte der Pfarrei beginnt 1275, als die Kirche und Pfarrei erstmals im Liber decimationis (Zehntenbuch) des Bistums Konstanz namentlich erwähnt wird. Die Art der Erwähnung lässt darauf schliessen, dass es sich um eine bestehende Pfarrgemeinde handelte. Auch ist der Ort Ramsen deutlich älter; die erste Erwähnung stammt aus dem Jahr 846. Deswegen geht man davon aus, dass die Pfarrei älter ist als urkundlich nachgewiesen.
Über Urkunden von 1370 und 1508 ist die Zugehörigkeit der Kapelle von Arlen als Filiale zu der Pfarrei Ramsen bekannt. Dass Rielasingen auch zur Pfarrei gehörte, ist aus durch Urkunde von 1623 nachgewiesen. Die beiden badischen Tochterkirchen lösten sich zu Beginn des 19. Jahrhunderts von der Pfarrei, als die Zuständigkeiten an die heute gültigen Landesgrenzen angepasst wurden.
Durch Bischof Ulrich von Konstanz wurde 1351 das Kirchengut mit allen Rechten und Zugehörigkeiten (Pertinenzen) dem Gotteshaus St. Georgen zu Stein vermacht. Die Inkorporierung sollte zur Aufbesserung der damals prekären Verhältnisse des Klosters dienen. Diese besass zu dieser Zeit schon die Kollatur für diese Kirche. Dadurch bezog das Kloster den grossen und kleinen Kirchenzehnten von Ramsen, musste dafür aber die Seelsorge und den Unterhalt des Kirchgebäudes in Ramsen übernehmen.
Die weltliche Herrschaft wechselte 1465, als Österreich zusammen mit der Landgrafschaft Nellenberg auch die hohe Gerichtsbarkeit erwarb. Die niedere Gerichtsbarkeit lag zu diesem Zeitpunkt bei den Herren von Klingenberg, die die niedere Gerichtsbarkeit über einen Kaufvertrag vom 18. Juli 1539 an die Stadt Stein am Rhein übertrugen. Dadurch fiel die niedere Gerichtsbarkeit in den Einflussbereich der Stadt Zürich. Durch den Religionsfrieden gestützt durch den Westfälischen Frieden von 1648, bestand Österreich als Landesherr darauf, zu bestimmen, welche Konfession in Ramsen zu gelten habe. Das Kloster St. Georgen wurde schon 1525 von Zürich aufgehoben. Da damals der Abt auf Reichsgebiet geflohen war und seine Zugeständnisse gegenüber Zürich widerrief, blieben die Güter auf Reichsgebiet – und somit auch die in Ramsen – im Besitz des Konvents. Dieser liess sich in Petershausen bei Konstanz nieder, mit dem sie sich 1581 vereinigten.
Zwar versuchte die Steiner Obrigkeit zwischen 1540 und 1543, die Ramsener zur Reformation zu bewegen. Dies gelang nur teilweise, denn 1543 verstarb der umstrittene katholische Amtsträger. Es kam zur Entfernung der Bilder in der Kirche und zum Abtransport der Messutensilien nach Stein am Rhein. Auch wurde seitens von Stein ein reformierter Pfarrer eingesetzt. Dieser Handstreich führte zu einem Rechtsstreit zwischen Stein am Rhein bzw. Zürich und Österreich, welcher ohne Entscheid verlief.
Seit 1560 ist wieder ein katholischer Pfarrer in Ramsen nachgewiesen, obwohl sich seitdem eine Mehrheit der Bewohner zur reformierten Konfession bekannte. Man verzichtete aber seitens von Stein, den Ramsern einen reformierten Pfarrer zu stellen, so dass diese, wenn sie einen reformierten Gottesdienst besuchen wollten, nach Stein oder Buch gehen mussten. In der folgenden Zeit gab es zwar einige Konflikte, im Grossen und Ganzen klappte aber das Nebeneinander der beiden Konfessionen.
Im Jahr 1770 kaufte Zürich für die Summe von 150'000 Gulden die Landesherrschaft den Österreichern ab, musste sich aber vertraglich verpflichten, die katholische Religion in Ramsen in Schutz zu nehmen. Mit dem Einmarsch der Franzosen in die Schweiz und der Auflösung der alten Eidgenossenschaft endete 1798 die Zürcher Herrschaft. Der Kanton Schaffhausen übernahm nun diese Funktion, aber eben auch die Verpflichtungen aus dem Vertrag von 1770.
Der Reichsdeputationshauptschluss von 1803 bewirkte, dass das Patronat und der Kirchensatz in den Besitz des Grossherzogs von Baden kam. 1817 verkaufte die Witwe des Grossherzogs das Patronat und den Kirchsatz dem Zürcher Patrizier Georg Escher von Berg, wobei dieser die Bewilligung nur deshalb erhielt, weil er versprach, das Patronatsrecht dem Kanton Schaffhausen zu vermachen. Am 3. April 1818 veräusserte er den Zehnt der Bürgerschaft von Ramsen mit allen darauf lastenden Verpflichtungen. Per 30. Januar 1819 wurde die Schenkung der Patronatsrechte besiegelt. Dadurch kam die reformierte Schaffhauser Regierung zum Recht, den katholischen Pfarrer von Ramsen zu bestimmen. Die paritätische Situation in Ramsen wurde allerdings schon durch die Kantonsverfassung von 1814 garantiert. Das Kirchenvermögen der paritätische Kirchgemeinde wurde 1838 getrennt, es wurde jeweils eine eigene katholische und eine reformierte Kirchgemeinde gegründet. Die rechtliche Anerkennung der katholischen Kirchgemeinde fand am 14. Juni 1883 durch den Beschluss des Grossen Rates statt.
Bis 1968 war es die einzige öffentlich anerkannte katholische Pfarrei im Kanton Schaffhausen, die übrigen katholischen Pfarreien waren dem Vereinsrecht unterstellt. Dies hatte auch für den Pfarrer von Ramsen direkte Folgen, denn durch das Pfarrbesoldungdekret von 1907 war es möglich, durch eine Einkaufsumme die Pfarrer aus dem kantonalen Pfarrbesoldungsfonds zu bezahlen. Diese Möglichkeit ergriff man. Erst mit der Neuordnung der Pfarrbesoldung 1985 gibt es auch andere katholische Pfarrer, die ihren Lohn teilweise vom Kanton beziehen, dieser wird allerdings seitdem als anteiliger Pauschalbetrag an die Kirchgemeinde ausgerichtet.
Die Pfarrei gehörte bis zu dessen Auflösung 1803 zum Bistum Konstanz. Daraufhin wurde sie dem Apostolischen Vikariat dem Stiftspropst von Beromünster unterstellt. Als Franz Bernhard von Göldin starb, bestellte der Papst 1819 den Bischof von Chur zum Administrator der ehemaligen konstanzischen Gebiete in der Schweiz. Die katholische Pfarrei von Schaffhausen wurde 1840 dem Bistum Basel zugeteilt, während die Pfarrei Ramsen weiterhin dem Bistum Chur unterstellt war. Erst mit dem vierten Vorstoss gelang es 1978, die Pfarrei Ramsen dem Bistum Basel zu übertragen.

## Lage
Die Kirche steht im ältesten Dorfteil von Ramsen und ist vom katholischen Friedhof umgeben. Sie ist nach Osten ausgerichtet, hat jedoch eine leichte Abweichung nach Norden. Das Pfarrhaus steht in der Südostecke des umfriedeten Kirchengeländes.

## Entstehungsgeschichte der Kirchengebäude
Wann das erste Kirchgebäude gebaut wurde, ist bis heute unklar, da bisher nie archäologische Grabungen in und um die Kirche stattfanden. Auch die spärliche Aktenlage trägt hier ihren Teil dazu, denn schriftlich ist nur das Vorhandensein im Jahr 1275 nachgewiesen. Wegen des Alters der Siedlung kann davon ausgegangen werden, dass es sich bei dieser Kirche um ein älteres Bauwerk handelte.
Auch der nächste bekannte Bauabschnitt ist unklar. Die Neuweihe 1489 setzt zumindest einen Umbau voraus. Ein Neubau ist aber genau so wahrscheinlich, denn die Wahrscheinlichkeit, dass die Kirche beim Abbruch 1795/96 älter als 300 Jahre gewesen ist, ist klein. Im Mittelalter war die Kirche den Heiligen Nikolaus von Myra und Agatha von Catania geweiht. Als die Kirche 1543 anlässlich der Reformation geplündert wurde, wurden auch die Altäre entfernt. Die Neuweihe danach musste eine Änderung des Patroziniums zur Folge gehabt haben, denn seit 1594 sind für Kirche die Heiligen Peter und Paul als Kirchenheilige schriftlich nachgewiesen.
Das Schiff und der Turm des heutigen Kirchengebäudes entstanden beim 1804 eingeweihten Neubau der Kirche. Die Kirche entstand am alten Standort der St. Nikolauskirche. Wegen der damaligen Kriegswirren zog sich der Bau in die Länge. Damals wurden der Hochaltar und das Kreuzigungsbild aus der alten Kirche mit übernommen.
Das heutige Querschiff mit dem Chor entstand beim Umbau 1928/29 unter der Leitung des Architekten Otto Schweri. Damals wurde der Chor abgebrochen und an seiner Stelle das Querschiff eingebaut, um mehr Platz für die Gläubigen zu erhalten. An das Querschiff schliesst sich östlich der neue Chor an. Beidseitig des Chors ist die Sakristei angebaut. Beim Umbau wurde die Flachdecke des Schiffes gegen ein Tonnengewölbe in Korbbogenform ersetzt; auch das Querschiff erhielt ein Tonnengewölbe. Der Altarraum erhielt eine Flachdecke.
Bei der Renovation von 1968 entfernte man die beiden Seitenaltäre und die Kanzel.

## Beschreibung der heutigen Kirche
Der Grundriss der Kirche hat die Form eines Rechteckes, aus dem seitlich das Querschiff ein wenig hervortritt. Beidseits des Chores seitlich niedrige Anbauten vorhanden, die die Sakristeien beherbergen. Auf den Schmalseiten stehen westlich der Turm und östlich der Chorabschluss vor.

### Äusseres
Die Westfassade wird vom Turm dominiert. Die Fassade selber hat als Schmuck nur eine Gurte, die das Giebelfeld ausspart. Die Wandstärke des Turms beträgt am Fuss über 1 Meter. Das unterste Geschoss ist in den Ecken mit Pilastern mit geschmückt und wird dadurch vom Hauptportal im Luis-XVI-Stil dominiert. Dieses Portal hat einen Korbbogen, der auf einfachen Kapitellen ruht. Das mittlere Turmgeschoss ist mit Blendnischen gegliedert. Bedeckt ist der Turm mit einer Zwiebelhaube, die mit einem grossen Kreuz gekrönt ist.
Das Längsschiff hat auf jeder Seite vier Fenster, das Querschiff je Seite zwei Fenster. Der Chor insgesamt vier Fenster, jeweils ein Fenster in jeder Seiten und jeweils eines neben dem Altar in der Chorrundung. Die Kirche ist mit einem Satteldach mit durchgängigen First gedeckt, das über dem Chor eine gerundeten Walmabschluss hat. Das Seitenschiff hat ein gerundetes Walmdach, dessen Querfirst und auch die Unterkanten mit dem Längsdach übereinstimmen.

### Inneres
Der heutige Innenraum geht auf die 2003 abgeschlossene Innenrenovierung zurück. Zwar wurde versucht, die Kirche wieder dem Erscheinungsbild von 1929 anzupassen, da man von der Nüchternheit der Renovation von 1968 weg wollte. Aber eine Rückkehr zur Farbigkeit von 1929 war auch nicht erwünscht. So wählte man nicht die ursprünglichen Farben, sondern einen zurückhaltenden Ockerton als Wandfarbe des Schiffs. Für die Decke und Chor wurde Weiss gewählt. Dafür wurde das die beiden Deckengemälde von Albin Schweri wieder sichtbar gemacht. Die Kreuzwegstationen von Albin Schweri wurden gleichmässig im Schiff verteilt, indem man sie paarweise zwischen die Fenster hängte. Darüber befindet sich jeweils ein klassizistisches Ovalbild von 1796. Von diesen sind insgesamt zwölf Stück vorhanden; sie zeigen die zwölf Apostel. Das Bild von Petrus ist in die Altarbekrönung eingefügt, die restlichen sind im Chor aufgehängt.
Man legte die 1968 zugemauerten Nischen hinter den damals entfernten Seitenaltäre frei und benutzt sie nun als Figurennischen. Mit einem Korbbogen mit umlaufendem Profilstab bilden sie gerade durch ihre blaue Marmorierung wieder einen Dreiklang mit dem Hochaltar. Auf der Evangelienseite platzierte man die schon vorher aufgestellte Mariastatue, auf der Epistelseite beim Taufbecken die vorhandene, aber nicht aufgestellte Statue von Johannes dem Täufer.
Im Chorbogen wurde ein neu angeschafftes Kruzifix aus dem 19. Jahrhundert aufgehängt.
Vom Hauptaltar stammen einige Teile noch aus der Vorgängerkirche; er wurde 1796 erbaut. Das Hauptaltarbild zeigt die Kreuzigung, es wurde von Franz Xaver Hermann in Öl auf Leinwand gemalt. Es ist mit «Franz Xaveri Hermann Inv. et Pinx. 1796» in der linken unteren Ecke signiert. Die beiden Titelpatrone sind in Form von Holzstatuen in den Altar eingearbeitet.

### Orgel
Die heutige Orgel stammt von 1950 und wurde von der Firma Ziegler in Genf hergestellt. Sie wurde anlässlich der Innenrevision überholt und dem Stand der Technik angepasst.

### Glocken
Die vier Glocken stammen aus dem Jahr 1910 und wurden durch die Firma Grassmayr in Feldkirch gegossen.